# Jehud (persische Provinz)
Jehud war eine Verwaltungseinheit des Achämenidenreichs innerhalb der Großsatrapie Babylonien und Transeuphratene. Die persische Herrschaft über Palästina begann mit der Einnahme der Stadt Babylon (539 v. Chr.), wobei dieses Randgebiet für die Perser allerdings erst mit dem Zug des Kambyses gegen Ägypten strategisch interessant wurde (um 525 v. Chr.). Die Perserzeit endete mit der Eroberung Palästinas und Ägyptens durch Alexander den Großen (332 v. Chr.).

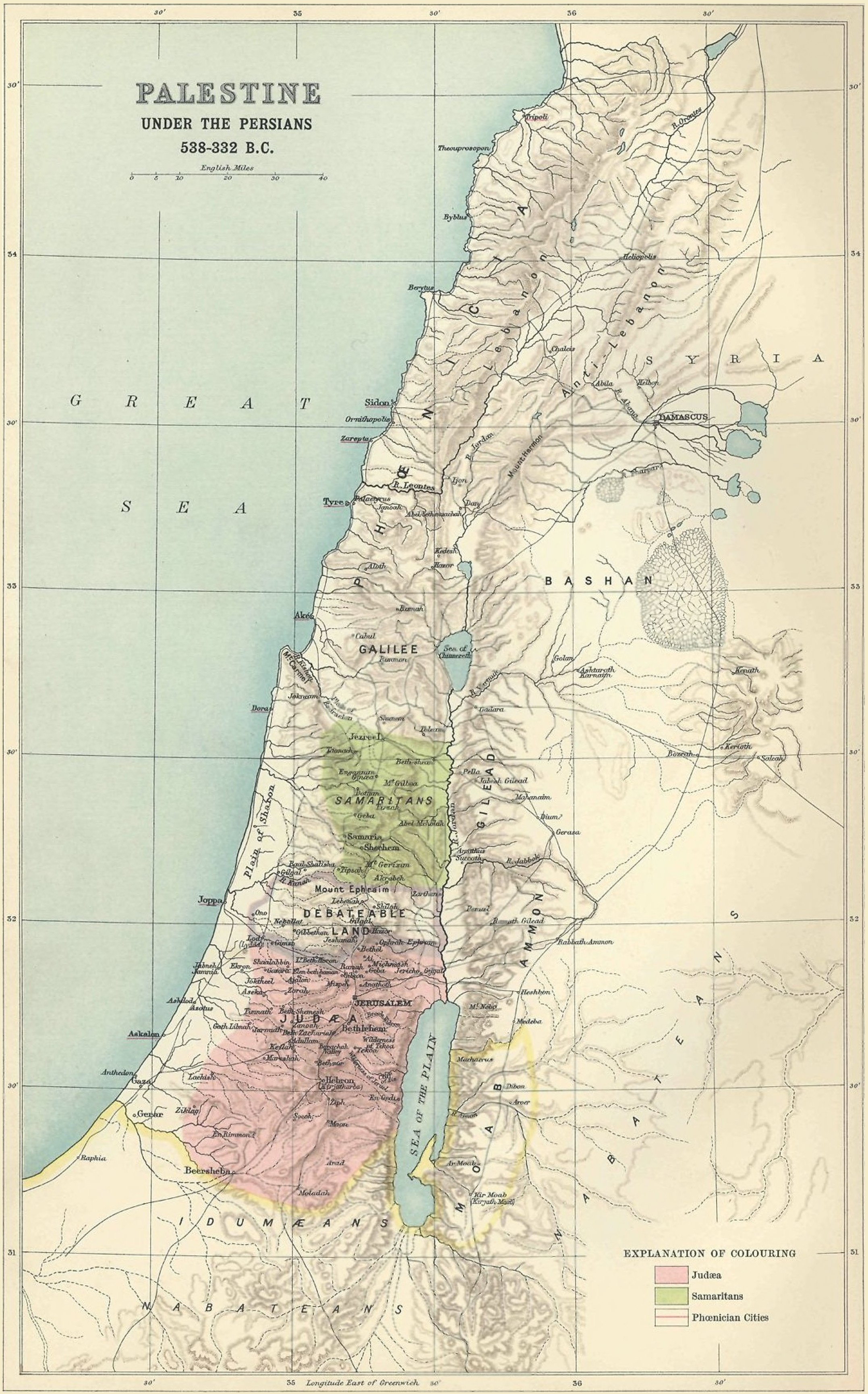
Palästina in der Perserzeit. Grün: Provinz Samaria, pink: Provinz Jehud (George Adam Smith: Atlas of the Historical Geography of the Holy Land, 1915)

Die Nordgrenze der Provinz Jehud verlief nahe Bet-El, im Osten waren der Jordan und das Tote Meer eine natürliche Grenze, im Westen gehörte ein Teil der Schefela (Geser, Aseka) noch zu Jehud, und die Südgrenze verlief nahe Bet-Zur. Im Süden grenzte das Königreich Arabien an, ein Bundesgenosse des persischen Reiches, das in der späten Perserzeit II in die Provinz Idumäa umgewandelt wurde.
In religiöser Hinsicht ist die Perserzeit dadurch gekennzeichnet, dass die Götterwelt in Palästina internationaler wurde, insbesondere wurden phönizische Gottheiten ägyptisiert. Die Glyptik zeigt einen Mischstil mit babylonischen, persischen, ägyptischen und griechischen Motiven. Weihinschriften und Votivgaben nahmen zu, was für eine persönlichere Beziehung des Einzelnen zu seiner Gottheit spricht. Typisch im perserzeitlichen Fundgut sind kästchenartige, steinerne Räucheraltäre.
Die Darstellung eines Löwen, manchmal mit Sonnensymbol, scheint in der Perserzeit I als Emblem für die Provinz Jehud verwendet worden zu sein. In der Perserzeit II wird es durch Siegel mit dem Schriftzug Jehud ersetzt.

## Perserzeit I

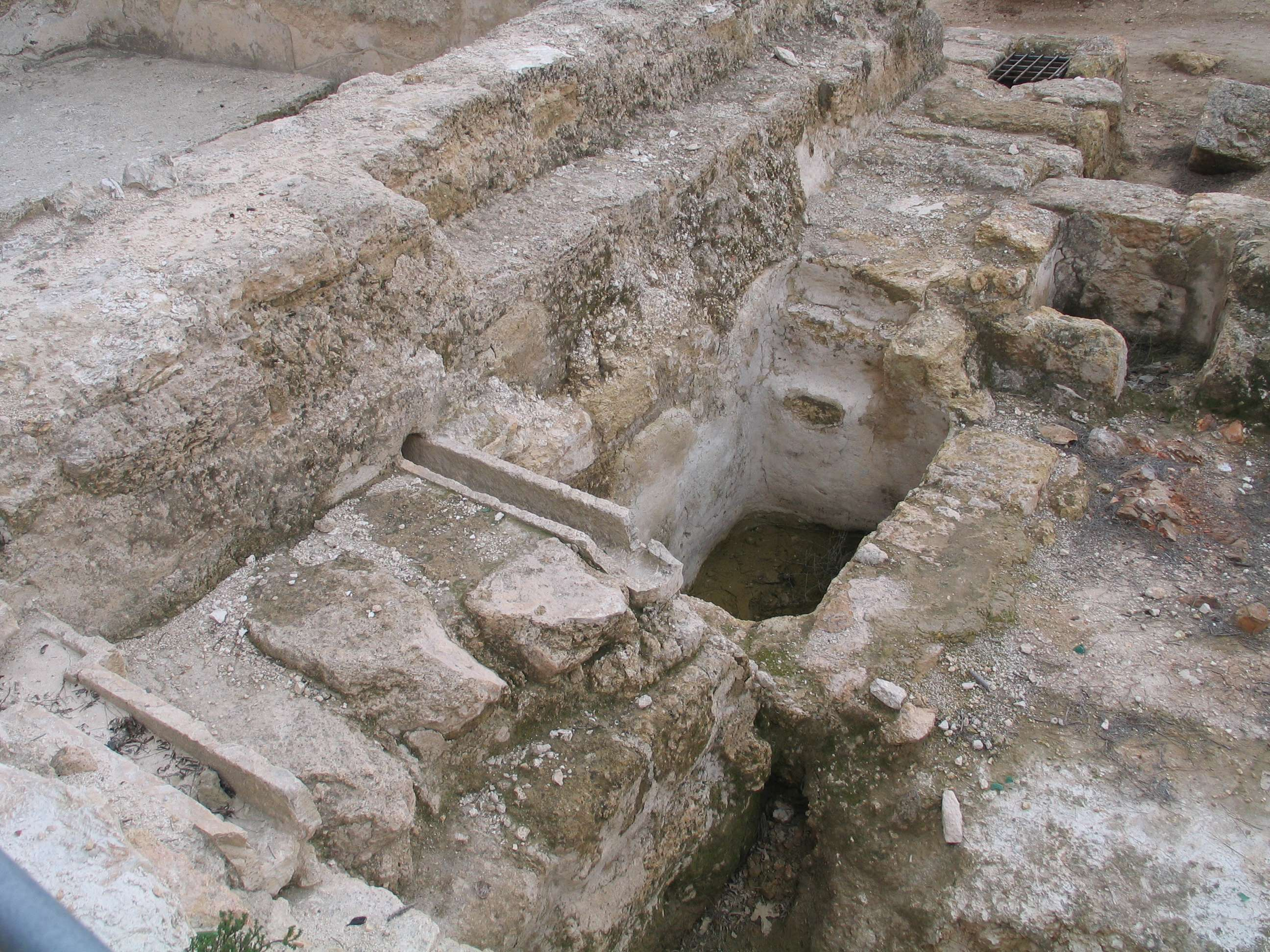
Ramat Rachel ist die wichtigste archäologische Stätte der Perserzeit. Hier befand sich ein Wirtschaftszentrum, nach Oded Lipschits der Palast des Statthalters der Provinz Jehud. Foto: Wasserbecken (Hintergrund) und Rohre zur Bewässerung einer Gartenanlage

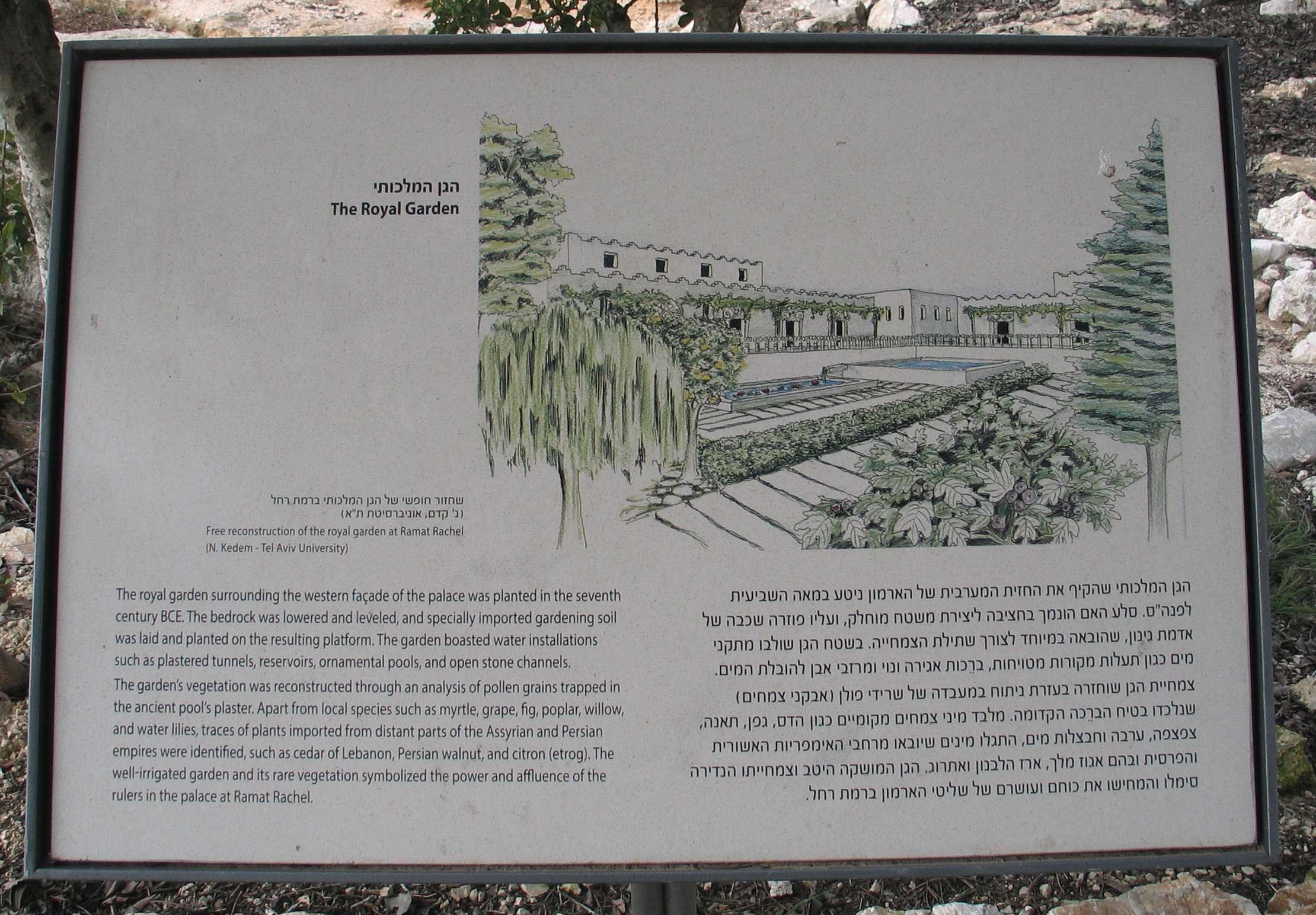
Rekonstruktionszeichnung der repräsentativen Palast- und Gartenanlage. Der Palast wurde im 7. Jahrhundert v. Chr. gebaut und in der Perserzeit erweitert (Ramat Rahel Archaeological Garden)

Dieser Zeitabschnitt endet etwa 450/400 v. Chr. In der Provinz Jehud ist keine markante Veränderung der materiellen Kultur und vor allem kein Bevölkerungsanstieg erkennbar, der mit einer Zuwanderung von Judäern aus babylonischem Exil in Verbindung gebracht werden könnte. Das Land war auch nicht etwa zuvor durch Deportationen entvölkert worden: „Das Exil hatte nur einen kleinen Teil des Volks getroffen, so dass (entgegen der atl. Darstellung) ‚Exil und Rückkehr‘ nur als zentrale Themen einer Minorität anzusehen sind.“
An der Mittelmeerküste in der Gegend um Akko entstanden Siedlungen mit einer phönizisch-persischen Mischkultur, die am Fernhandel innerhalb des Perserreichs partizipierten. Verwaltungsbauten und Häfen zeigen, dass hier ein wirtschaftlicher Aufschwung stattfand. Galiläa war als Zulieferer in dieses Wirtschaftssystem eingebunden.
Die Rückkehrerlaubnis für die exilierten Judäer, ein für die biblische Darstellung sehr bedeutsames Ereignis, ist wahrscheinlich mit dem Zug des Kambyses nach Ägypten (um 525 v. Chr.) in Verbindung zu bringen, denn erst jetzt wurde der militärstrategische Wert der Region erkannt. Das Edikt, das sowohl die Rückkehr erlaubte als auch den Wiederaufbau des Tempels genehmigte, wäre demnach durch Darius I. (521 v. Chr.) ausgestellt worden. Die Wanderungsbewegung erfolgte danach in mehreren Wellen, wobei es sich aber historisch gesehen um eine relativ kleine Personengruppe handelte. Diese brachte im Exil entwickelte Identitätsmerkmale mit: Organisation nach Großfamilien, Beschneidung, Speisegebote, Sabbat, Endogamie. „In diesen rituell-religiösen Geboten, die das Leben des Einzelnen stark beeinflussten […] , wurde das Problem der Selbstdefinition jedem einzelnen Judäer/Jehudäer vorgelegt und ins Bewusstsein gerückt.“
Jehud war in der Perserzeit I eine rückständige und dünn besiedelte Region. Man schätzt für Jerusalem eine Einwohnerzahl von 500 Menschen, für ganz Jehud etwa 13.000 Menschen (zum Vergleich: die Einwohnerzahl der Provinz Samaria wird auf 60.000 – 70.000 Menschen geschätzt). Die Subsistenzwirtschaft (Öl, Wein, Getreide) ernährte nur die Stadt Jerusalem. Es gab keine Überschüsse, die man hätte verkaufen können.  Dass die Perser Grund- und Kopfsteuern in Münzen erhoben, führte zur Verelendung der bäuerlichen Bevölkerung.
Der administrative Status von Jehud in der Perserzeit I ist nicht ganz klar. Innerhalb der Großsatrapie gab es einerseits von Statthaltern/Gouverneuren geleitete Provinzen, andererseits Vasallenkönigtümer. Albrecht Alt und Herbert Donner nahmen an, dass Jehud ein Teil der Provinz Samaria gewesen sei und erst durch das Wirken von Nehemia eine eigene Provinz Jehud geschaffen worden sei. Dagegen spricht, dass frühere Statthalter von Jehud in Neh 5,15  erwähnt werden. Demnach war Jehud seit Beginn der persischen Herrschaft, vielleicht auch schon in der vorausgehenden neubabylonischen Periode eine eigene Verwaltungseinheit. Während Serubbabel einigermaßen sicher als Statthalter/Gouverneur der Provinz Jehud identifiziert werden kann, ist die Rolle des Scheschbazzar (letzter neubabylonischer Statthalter?) unklar. Serubbabel stammte aus der Königsfamilie der Davididen, möglicherweise war seitens der Perser erwünscht, dass er in Jehud ein Vasallenkönigtum aufbaute. Dazu kam es dann aber nicht, und mit Nehemia wurde das Amt des Statthalters an eine Person ohne königliche Abkunft vergeben. In dieser Phase gewann das Amt des Hohepriesters für die jüdische Bevölkerung an Bedeutung, denn hier bestand eine familiäre Kontinuität, die in die vorexilische Zeit zurückreichte. Nach Neh 5,7  gab es eine aus Priestern und Aristokraten bestehende Oberschicht. Diese Gremien, in denen man viele Rückkehrer aus dem Babylonischen Exil vermutet, verwalteten die Provinz.
Der Bau des Zweiten Tempels war ein Projekt der Perser und der aus dem Exil zurückgekehrten, perserloyalen Bevölkerungsgruppe. Für den um 515 v. Chr. fertiggestellten Tempel wurde eine Gründungserzählung geschaffen, wonach er das gemeinsame Werk eines Davididen, eines Priesters aus alter Familie, zweier Propheten und der Bevölkerung war. „Da die Perser den Bau finanziell unterstützten, hatten sie auch ein Recht auf Mitbestimmung im Kult, auf die Loyalität der Priester und des dort verehrten Gottes Jhwh.“ Es scheint so, dass große Teile der Landbevölkerung, auch der ländlichen Oberschicht, von dem Kult am Jerusalemer Tempel ausgeschlossen waren, weil dieser von der Gruppe der Exilierten mit persischer Unterstützung kontrolliert wurde. Persischer Einfluss wird in der Bezeichnung des nun bildlosen Gottes Jhwh als „Gott des Himmels“ erkennbar. Kennzeichnend für den Zweiten Tempel war die strenge Trennung von Heilig und Profan, mit der Konsequenz, dass nur noch Priester die Kulthandlungen ausführen konnten.

## Perserzeit II

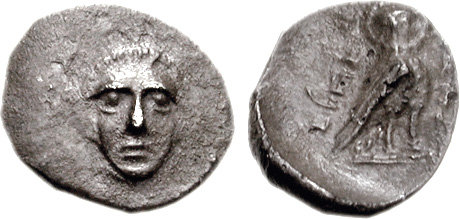
Silbermünze, die der Statthalter Jehizqijah prägen ließ. Vorderseite: die Nymphe Arethusa. Rückseite: Eule der Athene. (Provinz Jehud, 4. Jahrhundert v. Chr.)

Ab 450/400 v. Chr. machen sich Veränderungen in der materiellen Kultur Palästinas bemerkbar. Erst jetzt strahlten die urbanen Zentren an der Küste, in Galiläa und der Schefela bis in das Bergland von Jehud aus. Der Bevölkerungszuwachs war bescheiden, aber deutlich: geschätzte 1500 Einwohner Jerusalems und etwa 20.000 bis 25.000 in Jehud insgesamt. Die wirtschaftliche Lage verbesserte sich leicht (Metall und Edelmetall im archäologischen Befund).
Nehemias politische Tätigkeit ist für die Zeit ab 450 v. Chr. historisch plausibel, denn die Sicherung der Südgrenze gegen Griechen und Ägypter lag im Interesse des Reichs, damit zusammenhängend der Bau von Festungen. Das biblische Buch Nehemia beschreibt den Bau einer (archäologisch nicht gesicherten) Stadtmauer; Jerusalem wäre damit die einzige befestigte Stadt der Provinz Jehud gewesen.
Um 398 ist die Mission des Esra historisch anzusetzen, der seitens der Perser beauftragt war, das Gesetz des Himmelsgottes in der Provinz Jehud in Kraft zu setzen. Es war Praxis der Perser, lokales Recht als Reichsrecht anzuerkennen (sogenannte Reichsautorisation). Aber es ist nicht eindeutig, um welches Gesetzeswerk es sich dabei gehandelt haben könnte:
- eine Form des Deuteronomiums (so u. a. Ulrich Kellermann);
- die Priesterschrift (u. a. Abraham Kuenen);
- ein Ur-Pentateuch (u. a. Julius Wellhausen);
- später in den Pentateuch integrierte Gesetze (u. a. Rudolf Kittel, Gerhard von Rad);
- königlich persisches Recht (u. a. Rolf Rendtorff).

Die Bücher Esra-Nehemia stellen die Maßnahmen, die in Jerusalem durchgesetzt wurden, als Wiederherstellung ganz alter Traditionen dar, historisch zutreffender wären die Veränderungen als „Umgestaltung und Neudefinierung von Bekanntem oder … Gründung von Neuem“ zu bezeichnen.
Kennzeichnend für die persönliche Frömmigkeit in der Provinz Jehud während der späten Perserzeit ist, dass es „zu einem sprunghaften Anstieg der Zahl von Engeln und Dämonen kam, die zunehmend in einer Hierarchie (Engel unter Gott, Dämonen unter den Satan/Teufel) sortiert wurden.“ In der Oberschicht führte das Bestreben, nach den Grundsätzen der Weisheitsliteratur ein gottesfürchtiges Leben zu führen, zu Krisenerscheinungen, da der erwartete Tun-Ergehen-Zusammenhang nicht wie erwartet aufging. Diese Probleme wurden in der Hiobdichtung und später von Kohelet reflektiert.